# 마이리차
마이리차(그리스어: μαγειρίτσα)는 그리스의 양 또는 염소 부속 국이다. 어린양이나 염소의 작은창자, 양(위), 간, 염통(심장) 등을 넣어 만들며, 그리스 정교 명절인 성토요일 부활 성야에 먹는 명절 음식이다. 사순절 금육을 끝내고 먹는 첫 음식이며, 테살리아 등 일부 지역에서는 수프 형태 대신 프리카세 형태로 만들어 먹는다. 그리스의 국민 음식 가운데 하나이기도 하다.

## 이름
그리스어 "마이리차(μαγειρίτσα)"는 "요리"와 관련 있는 어근 "마이르-(μαγειρ-)"에 양을 나타내 주는 접사 "-이아(-ιά)"를 붙여 만든 말인 "마이리아(μάγειρος)"에 다시 접사 "-이차(-ίτσα)"를 붙인 말이다.

## 만들기
어린양이나 염소의 작은창자, 양(위), 간, 염통(심장) 등 부속은 깨끗이 씻어 끓는 물에 데친 뒤 잘게 썰어 둔다. 올리브유나 버터에 파와 양파 등 향신채를 볶다가 썰어 둔 부속을 넣고 함께 볶는다. 백포도주를 부어 향을 내고 알코올을 날린 뒤, 육수를 부어 끓인다. 쌀을 넣고, 어느 정도 익으면 상추와 파, 회향 잎 등을 잘게 썰어 넣는다. 소금과 후춧가루로 간을 하고, 레몬즙과 달걀을 거품기로 젓다가 국물을 조금씩 부어 섞으며 아브고레모노를 만든다. 아브고레모노를 다시 국에 부어 섞으면 완성이다.

## 같이 보기
- 파차스